# Post-SV Tübingen
Der Post-SV Tübingen (Postsportverein Tübingen e. V.) ist ein Sportverein in Tübingen mit acht Abteilungen bzw. Projektbereichen. Der Verein hat 800 Mitglieder (Stand: Juli 2023) im Alter von 6 bis 90 Jahren und widmet sich hauptsächlich dem Breitensport. Seit 2018 ist der Verein in der Triathlon-Bundesliga vertreten, von 2018 bis 2023 war der Verein in der 1. Triathlon-Bundesliga der Damen aktiv. Bekannt ist der Verein als Veranstalter und Ausrichter des Nikolauslauf Tübingen.

## Geschichte
Im Jahre 1951 als Betriebssportgruppe der Deutschen Bundespost gegründet, konnten im April 1970 durch den Eintrag in das Vereinsregister des Amtsgerichts Tübingen erstmals auch Personen Mitglied im Verein werden, die nicht bei der Post beschäftigt waren.
Aufgrund der Auflösung der Oberpostdirektion Tübingen im April 1976 beschlossen die Mitglieder März 1981 eine Satzungsänderung. Im Vereinszweck wurde besonders auf den Familien-, Jugend- und Leistungssport hingewiesen.
Der Verein gehört seit 1993 zur Leichtathletikvereinigung LAV Tübingen. Gründungsvereine waren die Leichtathletik-Abteilungen des Post-SV Tübingen, des SV 03 Tübingen, der TSG Tübingen und des TV Derendingen. Später schlossen sich die Leichtathletikabteilungen des TSV Lustnau, SV Pfrondorf und TSV Hagelloch der Startgemeinschaft an.
Die Vereinsstruktur veränderte sich im Zuge der Privatisierung der Deutschen Bundespost 1994. Einzelne Abteilungen innerhalb des Vereins wurden aufgelöst bzw. ausgegliedert. Im April 2008 wurde daher eine Satzungsneufassung durch die Mitgliederversammlung verabschiedet.
Auf der Hauptversammlung im Mai 2019 haben die Mitglieder einer Satzungsänderung zugestimmt und ein neues Vorstandsteam gewählt, dessen Sprecher der Vereinsvorsitzende Gerold Knisel ist.
Seit 2004 erscheint jährlich die Vereinszeitschrift "Postsport Mitteilungen", in dem Beiträge aus den Abteilungen erscheinen.

## Abteilungen

### Triathlon
Mehr als 100 Mitglieder des Vereins gehören zur Abteilung Triathlon. Neben dem Leistungssport gibt es auch ein breitensportliches Angebot.

#### Bundesliga
Anfang 2016 wurde eine Kooperation mit der Mey Generalbau GmbH beschlossen. Das Tübinger Bauunternehmen unterstützt den Verein finanziell und tritt als Namenssponsor des Bundesligateams auf.
Seit 2018 ist der Verein mit seinem Frauenteam "Mey Post-SV Tübingen" in der Triathlon-Bundesliga vertreten.
Das Frauenteam belegte 2016 den 6. Platz in der Landesliga Baden-Württemberg. 2017 konnte daher der direkte Aufstieg in die 1. Bundesliga erfolgen. Im Jahr 2018 belegte das Team den 8. Platz und sicherte so den Klassenerhalt. In ihrer zweiten Bundesliga-Saison erreichten die Damen den 13. Platz.
In der Saison 2023 kündigte der Verein den freiwilligen Rückzug aus der 1. Triathlon-Bundesliga der Damen an. Der Verein ist weiterhin in den unteren Triathlon-Ligen aktiv, darunter der 2. Triathlon-Bundesliga.

#### Landesliga
Mit insgesamt vier Mannschaften ist der Post-SV in den baden-württembergischen Landesligen präsent. In der Landesliga Süd stellt der Verein zwei Herrenteams. Die zweite Damenmannschaft startet in der baden-württembergischen Frauenliga und konnte sich 2018 den Vizemeistertitel sichern.
Für ältere Triathleten (ab 40 Jahren) gibt es ein Team in der Masters-Liga Baden-Württemberg. In den vergangenen Jahren belegten die Mannschaften meist gute Mittelfeldplätze in der Liga.

### Laufen und Nordic Walking
24 Jahre nach seiner Gründung wurde am 19. April 1975 der erste Lauftreff im Kreis Tübingen ins Leben gerufen, der seither der größte Lauf- und Nordic Walking-Treff in der Region ist.
Der Lauf- und Nordic Walking Treff ist ein offenes und kostenloses Angebot, das der Öffentlichkeit auch ohne Vereinsmitgliedschaft offensteht. Seit dem ersten Termin am 19. April 1975 um 16 Uhr ist der Lauftreff nach eigenen Angaben "kein einziges Mal" ausgefallen. Ehrenvorsitzender Wolfgang Amann sagt: "Wir sehen unser Engagement in erster Linie als Aufgabe und Angebot für Mitmenschen, denen wir helfen wollen, einem regelmäßigen Freizeitsport-Angebot nachzugehen, um sich dabei fit zu halten."
Das Angebot richtet sich gleichermaßen an Anfänger, ambitionierte Hobbysportler und leistungsorientierte Läufer. Es werden unter Begleitung von Betreuern Gruppen mit unterschiedlicher Länge und Schwierigkeit durch den Naturpark Schönbuch angeboten.
Der Deutsche Leichtathletik-Verband zeichnete dieses Angebot im April 2018 mit dem Siegel "Sehr gut" aus.

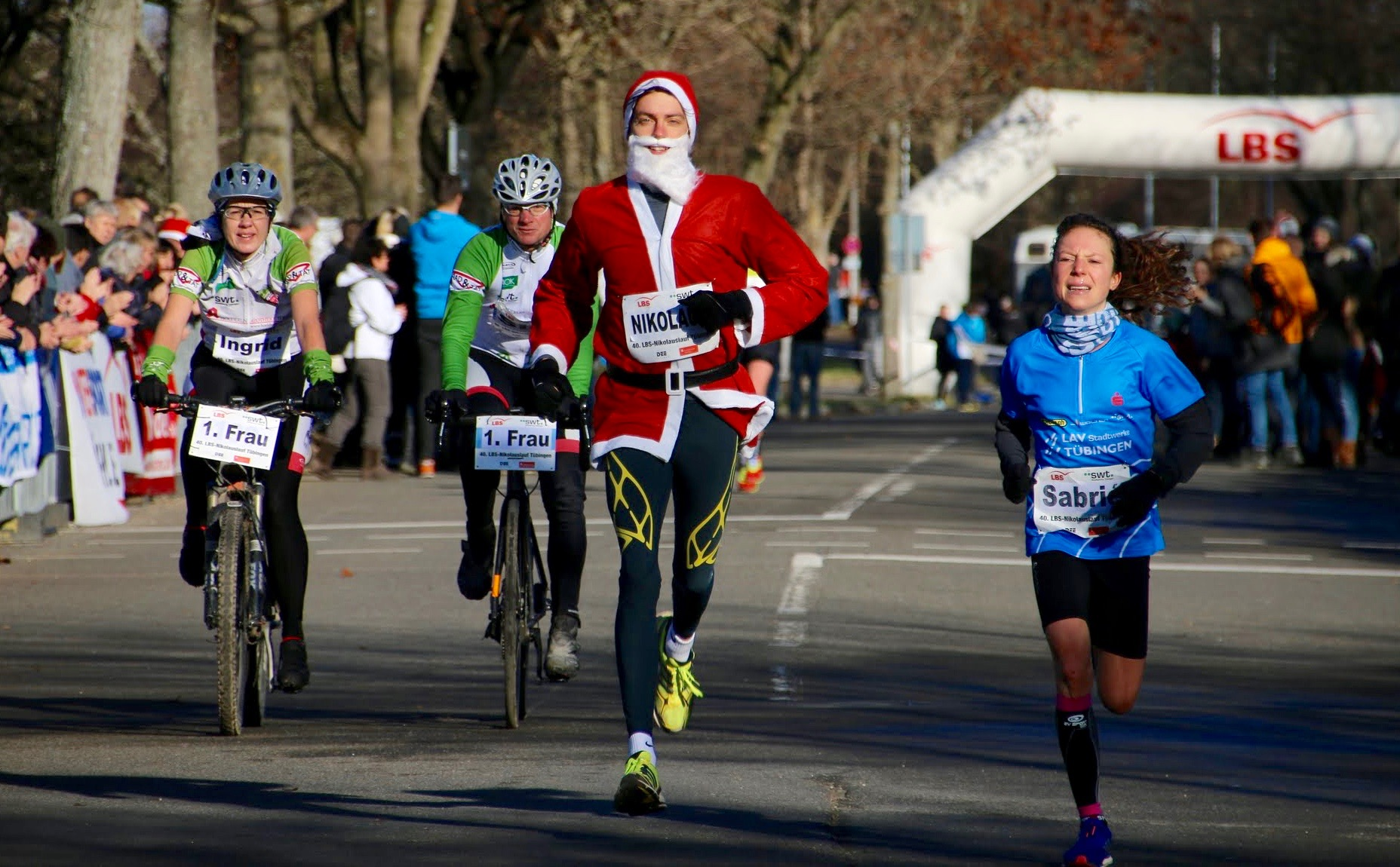
Post-SV Athletin Anaïs Sabrié (r.), viermalige Siegerin des Nikolauslauf Tübingen

### Laufsport / Leichtathletik
Seit 1993 wird die ambitionierte Leichtathletik in der Leichtathletikvereinigung LAV Tübingen gebündelt. Der Post-SV gehört zu den Gründungsvereinen. Mehr als 200 Sportler des Vereins sind gleichzeitig auch in der LAV Mitglied.
Mehrmals im Jahr wird an Volks- und Straßenläufen sowie Meisterschaften teilgenommen.

### Fitness / Kräftigung / Koordination
Angeboten werden u. a. Kräftigung/Koordination, Athletiktraining, Rückenschule, Volleyball.

### Wanderungen
Seit September 1968 gibt es im Verein die Abteilung Wandern. Alle Touren sollen mit dem ÖPNV für die Teilnehmer kostengünstig unternommen werden können.
Mit drei Wanderführern wurden Wanderungen mit Zielen wie die Schwäbische Alb, der Schönbuch, der Rammert, Spitzberg und Pfaffenberg sowie die Gegend um Stuttgart angeboten.

### Kinder und Jugend
Für Kinder und Jugendliche bietet der Verein neben Schwimm- und Lauftraining auch Training für das Deutsche Sportabzeichen an. Die Schüler starten bei regionalen Veranstaltungen.

## Projekte

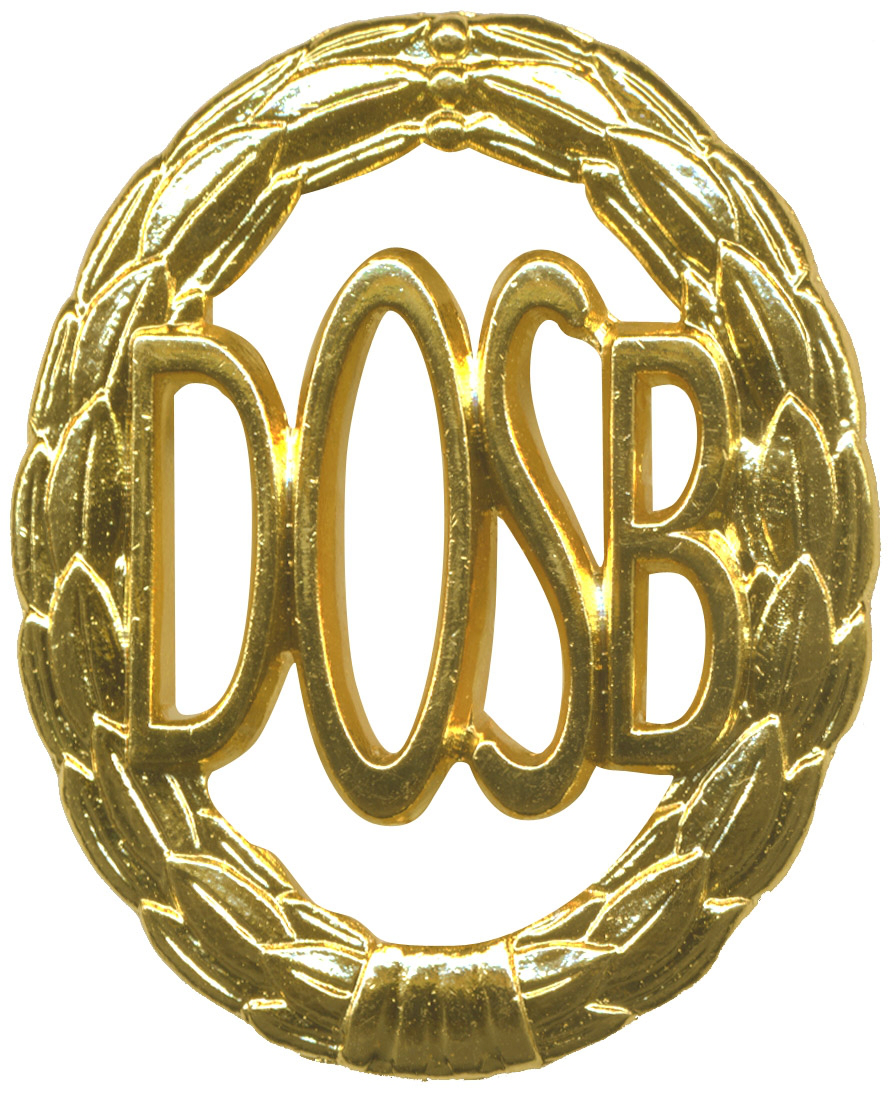
DOSB Sportabzeichen Gold

### Sportabzeichen
Der Verein bietet mit einem Team lizenzierter Prüfer die Möglichkeit, das Deutsche Sportabzeichen abzulegen. Während den Sommermonaten bietet er Trainingstermine an. In Kooperation mit der Abteilung Kinder und Jugend gibt es auch für Kinder und Jugendliche ein spezielles Sportabzeichen-Angebot. Mit 281 Teilnehmern verzeichnete der Verein im Jahr 2018 die meisten Teilnahmen im Kreis Tübingen.

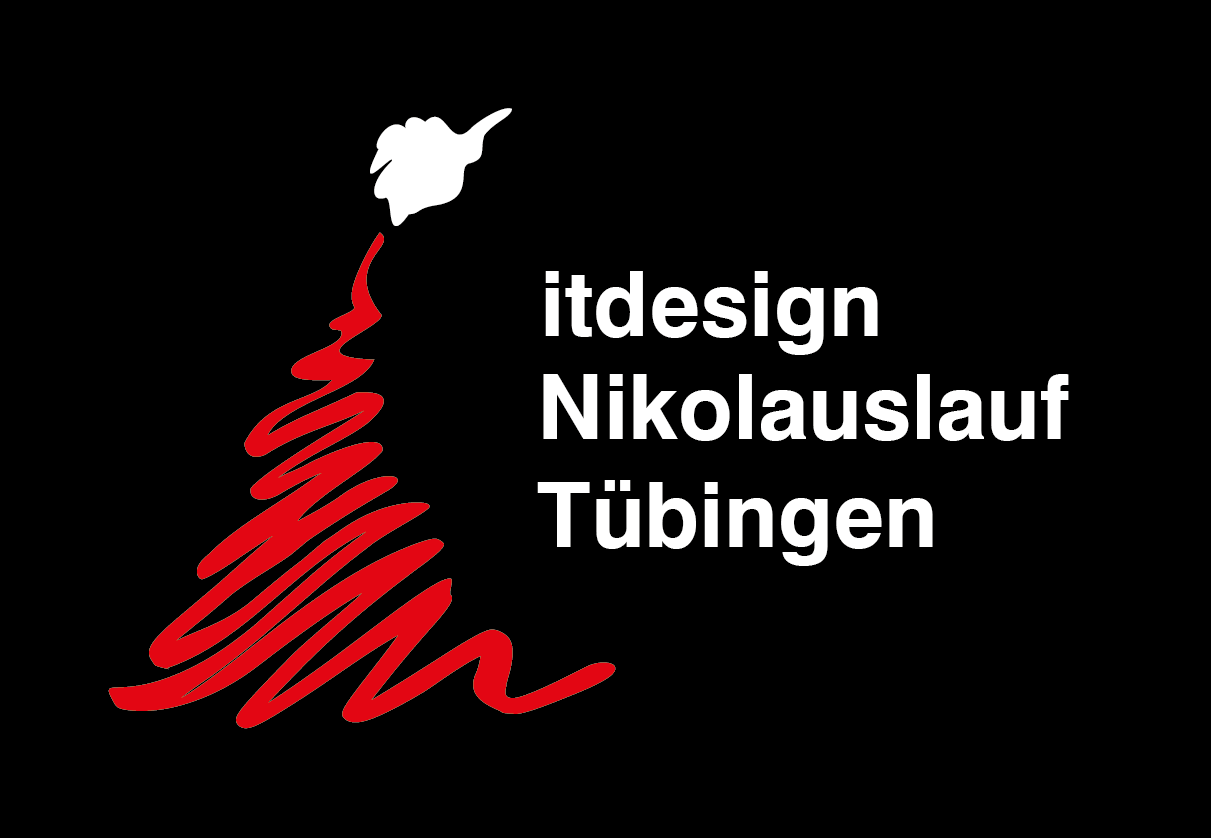
Logo itdesign-Nikolauslauf Tübingen

|      | gesamt     | davon    | davon       |
| Jahr | Teilnehmer | Familien | Jugendliche |
| ---- | ---------- | -------- | ----------- |
| 2008 | 89         | 9        | 23          |
| 2009 | 113        | 11       | 27          |
| 2010 | 111        | 12       | 30          |
| 2011 | 120        | 15       | 34          |
| 2012 | 133        | 17       | 33          |
| 2013 | 142        | 13       | 19          |
| 2014 | 167        | 15       | 20          |
| 2015 | 188        | 15       | 40          |
| 2016 | 251        | 24       | 60          |
| 2017 | 253        | 30       | 86          |
| 2018 | 281        | 34       | 82          |
| 2019 | 314        | 36       | 87          |
| 2020 | 230        | 19       | 64          |
| 2021 | 215        | 11       | 40          |
| 2022 | 217        | 15       | 60          |

### Nikolauslauf Tübingen
Der Verein veranstaltet den itdesign-Nikolauslauf Tübingen, ein seit 1976 ausgetragener Halbmarathon in Tübingen. Er findet jährlich sonntags vor oder nach dem Nikolaustag statt. Er ist der größte Nikolauslauf und der zehntgrößte Halbmarathon in Deutschland, der als Einzelveranstaltung ausgetragen wird. Drei Wochen vor dem Wettkampf gibt es einen Probelauf auf der Originalstrecke. Das Organisationsteam wird durch 250 ehrenamtliche Helfer, vorwiegend aus dem eigenen Verein, unterstützt.

## Engagement
- Mithilfe bei der Startnummernausgabe und Streckenabsperrung beim Tübinger Erbe-Lauf[30]
- Mithilfe in der Eventorganisation und bei den Meydays-Trainingstagen beim Mey Generalbau Triathlon[31][32]
- Mithilfe in der Eventorganisation beim Forstsportlauf Tübingen des Naturpark Schönbuch[33]
- Mithilfe bei der Organisation und Durchführung des 100 km Staffellaufs der Universität Tübingen[34][35]
- Der Verein gehört mit dem Nikolauslauf Tübingen seit vielen Jahren zur Vereinigung deutscher Straßenläufe "German Road Races"[36]
- Der Verein ist mit dem Nikolauslauf Tübingen Teil des runden Tisches der Tübinger Laufveranstalter, welcher von der Stadt Tübingen veranstaltet wird.[37]

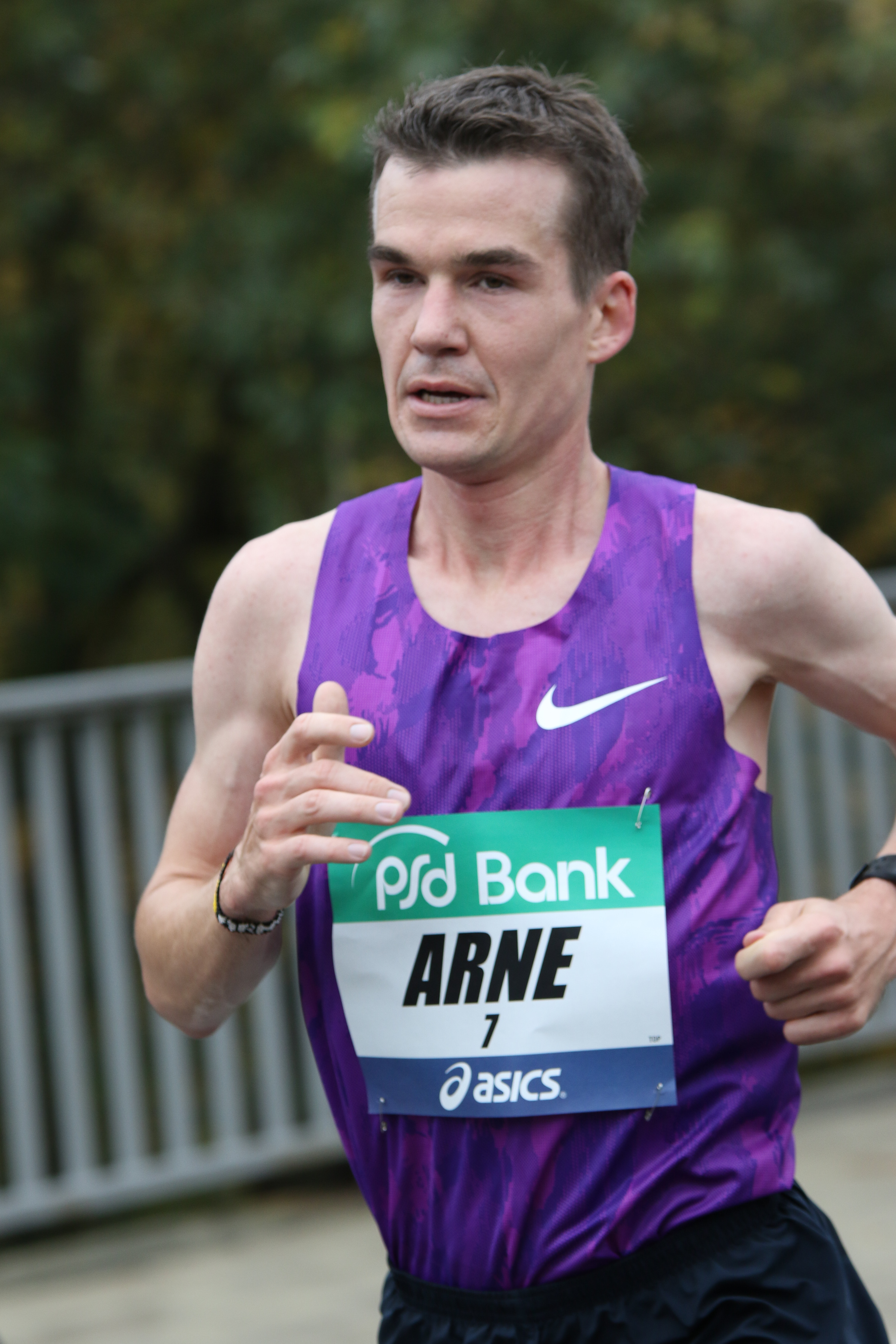
Arne Gabius beim Frankfurt Marathon

## Bekannte Sportler
- Arne Gabius, Mittel- und Langstreckenlauf
- Anaïs Sabrié, Langstrecken- und Berglauf
- Merle Brunnée, Langstreckenlauf und Duathlon
- Anna-Lena Theisen, Duathlon und Triathlon
- Hanna Klein, Mittel- und Langstreckenlauf